# 397 Vienna
397 Vienna è un asteroide della fascia principale del diametro medio di circa 43,34 km. Scoperto nel 1894, presenta un'orbita caratterizzata da un semiasse maggiore pari a 2,6343490 UA e da un'eccentricità di 0,2465976, inclinata di 12,83567° rispetto all'eclittica.
Il suo nome è dedicato alla città di Vienna, luogo da cui effettuava le sue esplorazioni l'astronomo Johann Palisa, per il quale Charlois, lo scopritore, nutriva una profonda ammirazione.